# Шкаф стыда
Так называемый Шкаф стыда (итал. Armadio della vergogna) — опечатанный шкаф, хранившийся с 1960 по 1994 год за решётчатой дверью в стене в здании главной военной прокуратуры в Риме в палаццо Чези. В этом шкафу в 1960 году по решению тогдашнего главного военного прокурора Италии Энрико Сантаросе были «временно архивированы» папки с материалами расследований 2274 случаев военных преступлений нацистов. В 1966 году материалы 1300 расследований были переданы итальянской государственной прокуратуре, а 20 других — следственным органам ФРГ. Для 695 дел, предположительно самых важных, срок «архивации» длился 34 года. Эти документы были раскрыты лишь в 1994 году.
В 1998 году, по заключению совета военного суда Италии, сокрытие дел после завершения расследований было признано противозаконным.

## Предыстория
6 мая 1955 года Федеративная республика Германия стала членом НАТО. 12 ноября 1955 года было начато формирование бундесвера.
В 1956 году в переписке между итальянским министром иностранных дел Гаэтано Мартино и министром обороны Италии Паоло Эмилио Тавиани было решено, что начало процессов против бывших военнослужащих немецкого вермахта может привести к осложнению положения ФРГ, которая находилась в процессе интеграции в НАТО.

## Раскрытие
Римский государственный военный прокурор Антонино Интелисано, отвечавший за район Рима и не относившийся к общегосударственным властям, случайно открыл эти дела, разбираясь в 1994 году в деле офицера СС Эриха Прибке. Когда он затребовал документы через генеральную государственную прокуратуру, чиновник службы юстиции открыл забытый шкаф и обнаружил сваленные пожелтевшие папки дел. Не информируя общественность, он разослал эти документы в местные прокуратуры. Государственная военная прокуратура в Риме, где работал Интелисано, получила 129 дел, 214 дел было послано в Специю и 108 дел в Верону.

## Процессы после 1994 года
- Процесс против Теодора Зевеке в Турине по факту массового расстрела на миланской площади Лорето[итал.];
- Процесс против Фридриха Энгеля в Турине по факту массового убийства на Турчинском перевале[итал.] и других зверств в Лигурии. 19 мая 1944 года в солдатском казино были убиты пятеро военнослужащих вермахта. В качестве акта возмездия Энгель приказал расстрелять 59 заключённых в тюрьме Марасси[итал.];
- Процесс против Михаэля Зайферта[англ.] в Вероне из-за убийства в пересыльном лагере Больцано;
- Процессы военного трибунала в Ла Специа против десяти членов войск СС по факту массового убийства в апеннинской общине Марцаботто возле Болоньи в Эмилия-Романья:

Пауля Альберса (88 лет), Йозефа Баумана (82 года), Хуберта Бихлера (87 лет), Макса Ройтмайера (85 лет), Макса Шнайдера (81 год), Хайнца Фрица Трегера (84 года), Георга Вахе (86 лет), Хельмута Вульфа (84 года), Адольфа Шнайдера (87 лет) Курта Шпилера (81 год);
с 29 сентября по 1 октября 1944 года части 16-й моторизованной дивизии СС «Рейхсфюрер СС» и германского вермахта разрушили весь район и убили свыше 770 мирных жителей, согласно некоторым источникам — до 1836 человек, прежде всего стариков, женщин и детей;
- Процессы военного трибунала в Ла Специа против десяти членов войск СС по факту массового убийства в тосканской горной деревне Сант’Анна ди Стаццема[англ.] в апуанских Альпах возле Лукка, где летом 1944 года было расстреляно более 500 жителей:

Карл Гроплер — признан виновным
Георг Раух — признан виновным
Герхард Зоммер — признан виновным
Альфред Шёненберг — признан виновным (умер до вынесения приговора)
Людвиг Хайнрих Зоннтаг — признан виновным (умер до вынесения приговора)
Альфред Матиас Кончина — признан виновным
Хорст Рихтер — признан виновным
Вернер Брус — признан виновным, приговор вступил в силу
Хайнрих Шендель — признан виновным, приговор вступил в силу
Людвиг Гёринг — признан виновным, приговор вступил в силу
Этот приговор, однако, не имеет никакого значения в Германии, таким образом, ни один из осуждённых не понёс никакого наказания. Для вступления приговора итальянского суда в силу необходим приговор германского суда, который считается невероятным.
- Процесс против Вольфганга Эмдена и Курта Шустера в Санта-Мария-Капуа-Ветере из-за массового убийства в Кайаццо[англ.] в провинции Казерта в области Кампания.
- Процесс с 8 июля по 10 декабря 2004 года в Ла Специа против офицера СС Германна Лангера по факту массового убийства в тосканском монастыре Чертоза ди Фарнета[итал.] вблизи города Лукка. Впоследствии было установлено, что монахи укрывали беженцев, среди которых были евреи, и поэтому 60 человек были расстреляны.
- Процесс по факту массового убийства в Кефалонии.
- Процесс по факту массового убийства в Ардеатинских пещерах.